# Microsoft Money

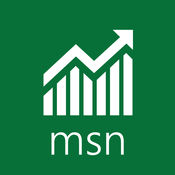
Microsoft Money dla Windows 8

Microsoft Money to aplikacja produkcji Microsoftu, do zarządzania budżetem osobistym. Program umożliwia m.in. zarządzanie prywatnym kontem bankowym (nie są obsługiwane polskie banki). Najnowsza wersja, Microsoft Money 2007, wydana w lipcu 2006 ma cztery edycje: Essentials, Deluxe, Premium oraz Home & Business.
Istnieją odrębne wersje MS Money dla użytkowników z USA, Wielkiej Brytanii, Francji, Japonii oraz Kanady.